# پووووتسه
پووووتسه (به لهستانی:  Połowce) یک روستا در لهستان است که در گمینا چرمخا واقع شده‌است. پووووتسه ۱۸ نفر جمعیت دارد.